# 聖羅薩縣 (厄瓜多爾)
3°27′8″S 79°57′42″W / 3.45222°S 79.96167°W
聖羅薩縣（西班牙語：Cantón Santa Rosa），是厄瓜多爾的縣份，位於該國南部，由埃爾奧羅省負責管轄，始建於1859年10月15日，面積889平方公里，海拔高度560米，2010年人口69,036，人口密度每平方公里77.66人。